# Al
Al er et udfældningslag, der opstår et stykke nede i jorden, når sur jordvæske fører opløste metalioner med ned. Lagets dybde bestemmes af den horisont, hvor der er tilstrækkeligt med base til at neutralisere syren i jordvæsken. På det sted udfældes metalionerne. Ved udfældningen kitter metallerne jordpartiklerne sammen, så der dannes en cementhård, vandtæt flade, som strækker sig i alle retninger. 
Som regel er jern det metal der er mest af, og det gør laget rustrødt, men af og til er der udfældet humus i alen, og så er laget sort. Man taler i den forbindelse om jernal og humusal.
Allaget er et velkendt problem, som var én af hovedårsagerne til, at hedens omdannelse til agerjord blev så besværlig. Det kompakte lag må gennembrydes, hvis der skal skabes ordentlige afdræningsforhold i jorden. Omvendt udgør al en reserve af mineralske stoffer, der kan frigives, når laget brydes og lægges op i iltrige jordlag.
Af begge grunde blev dybdepløjning en nødvendighed i forbindelse med opdyrkning af hederne.
Mælkebøtte er en af de få planter der kan bryde gennem al laget med deres pælerod. Derfor kan de gavne her.